# Лангула
Лангула (њем. Langula) општина је у њемачкој савезној држави Тирингија. Једно је од 47 општинских средишта округа Унструт-Хајних. Према процјени из 2010. у општини је живјело 1.081 становника. Посједује регионалну шифру (AGS) 16064039.

## Географски и демографски подаци
Лангула се налази у савезној држави Тирингија у округу Унструт-Хајних. Општина се налази на надморској висини од 236 метара. Површина општине износи 15,2 km². У самом мјесту је, према процјени из 2010. године, живјело 1.081 становника. Просјечна густина становништва износи 71 становника/km².